# Сесил (пещера)
Сесил — морская пещера в Антарктиде. Находится на западном побережье острова Петра I в антарктической части Тихого океана, в море Беллинсгаузена, в 400 км от побережья Антарктиды, в районе, прилегающем к Земле Александра I. Отрезает южную часть мыса Ингрид на западном побережье острова Петра I.
Пещера обнаружена и названа экспедицией под руководством Эйвинда Тофте на корабле «Одд I» в январе 1927 года.
Тофте и второй помощник капитана заплыли в пещеру в безуспешной попытке высадиться на острове.
Норвежская экспедиция (1926—1927), финансируемая норвежским китобойным предпринимателем Ларсом Кристенсеном, так и не смогла достичь берега.